# Turà (Evenkia)
|  | Per a altres significats, vegeu «Tura». |

Turà o Turu (en evenki: Typy; rus: Тура́) és un assentament (possiólok) de Rússia, capital del districte d'Evenkia, dins del krai de Krasnoiarsk. Té una població d'uns 5.000 habitants.
Es localitza a l'altiplà de Síverma (part de l'altiplà de la Sibèria Central), al punt on el riu Kótxetxum desemboca en el Tunguska Inferior.
Disposa d'un aeroport. Malgrat que té una carretera (A-383) que l'uneix amb l'aeroport, està isolada de la xarxa viària i ferroviària russa.

## Història
Fins al 2007, Evenkia constituïda en el Districte Autònom Evenki, era un subjecte federal de la Federació Russa del qual Turà n'era la capital. Fins l'abril de 2011 tenia l'estatus d'assentament de tipus urbà.

## Clima

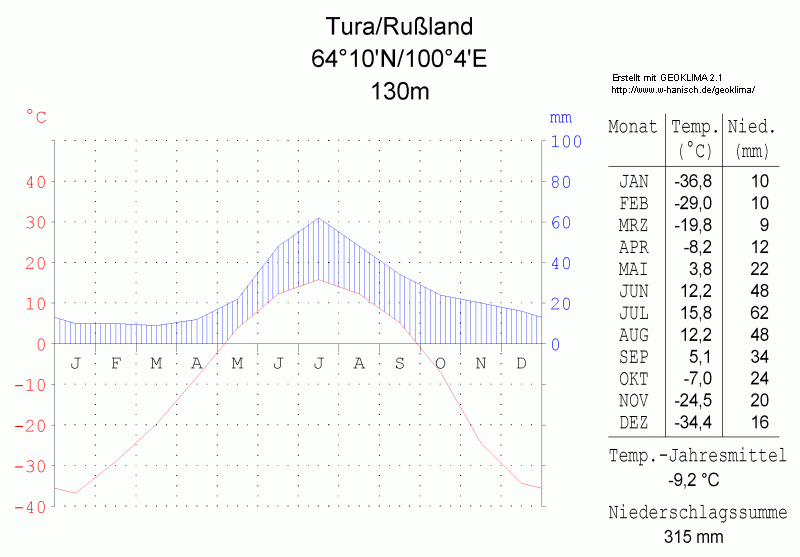
Diagrama climàtic

Turà té un clima subàrtic (classificació de Köppen: Dfc) amb estius curts i plujosos, i llargs hiverns extremadament freds amb poca llum solar.
| Dades climàtiques a Turà                | Dades climàtiques a Turà | Dades climàtiques a Turà | Dades climàtiques a Turà | Dades climàtiques a Turà | Dades climàtiques a Turà | Dades climàtiques a Turà | Dades climàtiques a Turà | Dades climàtiques a Turà | Dades climàtiques a Turà | Dades climàtiques a Turà | Dades climàtiques a Turà | Dades climàtiques a Turà | Dades climàtiques a Turà |
| Mes                                     | gen                      | febr                     | març                     | abr                      | maig                     | juny                     | jul                      | ag                       | set                      | oct                      | nov                      | des                      | anual                    |
| --------------------------------------- | ------------------------ | ------------------------ | ------------------------ | ------------------------ | ------------------------ | ------------------------ | ------------------------ | ------------------------ | ------------------------ | ------------------------ | ------------------------ | ------------------------ | ------------------------ |
| Màxima rècord °C (°F)                   | −1.2 (29.8)              | 3.3 (37.9)               | 9.3 (48.7)               | 18.5 (65.3)              | 31.3 (88.3)              | 37.6 (99.7)              | 38.0 (100.4)             | 32.6 (90.7)              | 25.8 (78.4)              | 17.2 (63)                | 6.5 (43.7)               | 3.0 (37.4)               | 38.0 (100.4)             |
| Màxima mitjana °C (°F)                  | −30.8 (−23.4)            | −24.4 (−11.9)            | −9.6 (14.7)              | 0.3 (32.5)               | 9.6 (49.3)               | 19.7 (67.5)              | 23.9 (75)                | 19.3 (66.7)              | 10.3 (50.5)              | −2.5 (27.5)              | −19.5 (−3.1)             | −28.5 (−19.3)            | −2.7 (27.1)              |
| Mitjana diària °C (°F)                  | −34.9 (−30.8)            | −30.2 (−22.4)            | −17.6 (0.3)              | −6.7 (19.9)              | 3.8 (38.8)               | 13.0 (55.4)              | 16.9 (62.4)              | 12.8 (55)                | 4.9 (40.8)               | −6.7 (19.9)              | −23.9 (−11)              | −32.7 (−26.9)            | −8.4 (16.9)              |
| Mínima mitjana °C (°F)                  | −38.9 (−38)              | −35.1 (−31.2)            | −24.7 (−12.5)            | −13.6 (7.5)              | −1.8 (28.8)              | 6.6 (43.9)               | 10.3 (50.5)              | 7.5 (45.5)               | 0.8 (33.4)               | −10.2 (13.6)             | −28 (−18)                | −36.8 (−34.2)            | −13.7 (7.3)              |
| Mínima rècord °C (°F)                   | −58.9 (−74)              | −59.2 (−74.6)            | −50.4 (−58.7)            | −41.6 (−42.9)            | −27.1 (−16.8)            | −5.8 (21.6)              | −1.5 (29.3)              | −5.5 (22.1)              | −15.6 (3.9)              | −39.1 (−38.4)            | −52 (−62)                | −60 (−76)                | −60 (−76)                |
| Precipitació mitjana mm (polzades)      | 16 (0.63)                | 12 (0.47)                | 12 (0.47)                | 17 (0.67)                | 31 (1.22)                | 49 (1.93)                | 57 (2.24)                | 63 (2.48)                | 38 (1.5)                 | 31 (1.22)                | 24 (0.94)                | 19 (0.75)                | 369 (14.53)              |
| Mitjana de dies de pluja                | 0                        | 0                        | 0.3                      | 4                        | 13                       | 18                       | 16                       | 19                       | 16                       | 6                        | 0.2                      | 0                        | 91                       |
| Mitjana de dies de neu                  | 24                       | 21                       | 21                       | 14                       | 5                        | 0.2                      | 0                        | 0.1                      | 3                        | 21                       | 24                       | 24                       | 156                      |
| Humitat relativa mitjana (%)            | 77                       | 76                       | 70                       | 63                       | 58                       | 59                       | 65                       | 73                       | 75                       | 78                       | 78                       | 77                       | 71                       |
| Mitjana mensual d'hores de sol          | 8                        | 60                       | 167                      | 222                      | 240                      | 264                      | 288                      | 185                      | 107                      | 72                       | 29                       | 3                        | 1.645                    |
| Font #1: pogoda.ru.net                  |                          |                          |                          |                          |                          |                          |                          |                          |                          |                          |                          |                          |                          |
| Font #2: NOAA (hores de sol, 1961-1990) |                          |                          |                          |                          |                          |                          |                          |                          |                          |                          |                          |                          |                          |